# 千ヶ峰
千ヶ峰（せんがみね）は、兵庫県多可郡多可町と神崎郡神河町の境界線上にある標高1,005.2 m (3,298 ft)の山。中国山地の最東端に位置する1000m以上の山である。加古川水系と市川水系の分水嶺。兵庫50山の一つに選定されている。笠形山と共に、笠形山千ヶ峰県立自然公園の重要な一角を為している。

## 登山ルート
千ヶ峰への登山ルートには、大きく三つがある。三谷ルートと岩座神ルートは共に神姫バス門村バス停を出発点とし、所要時間は2時間半余りである。三谷ルートの途中には三谷渓谷があり、雌滝・雄滝と言った滝群を楽しむことができる。市原ルートは、同バス丹治バス停を出発点とし、市原峠を経由して頂上へと繋がっている。また、市原峠に駐車し登山をすることもできる。丹治バス停から出発した場合、3時間あまりが必要である。

## 画像

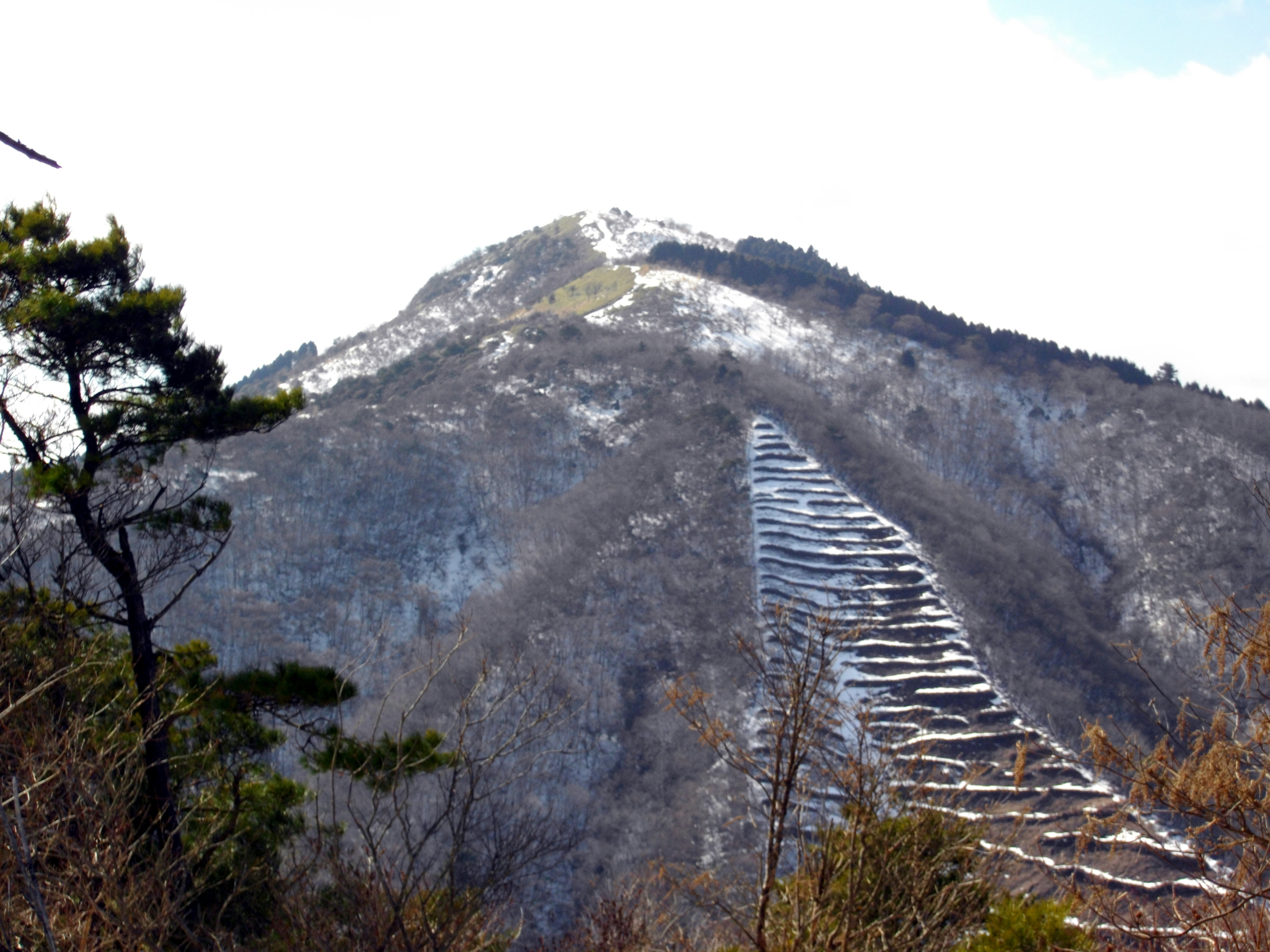
千ヶ峰山頂部
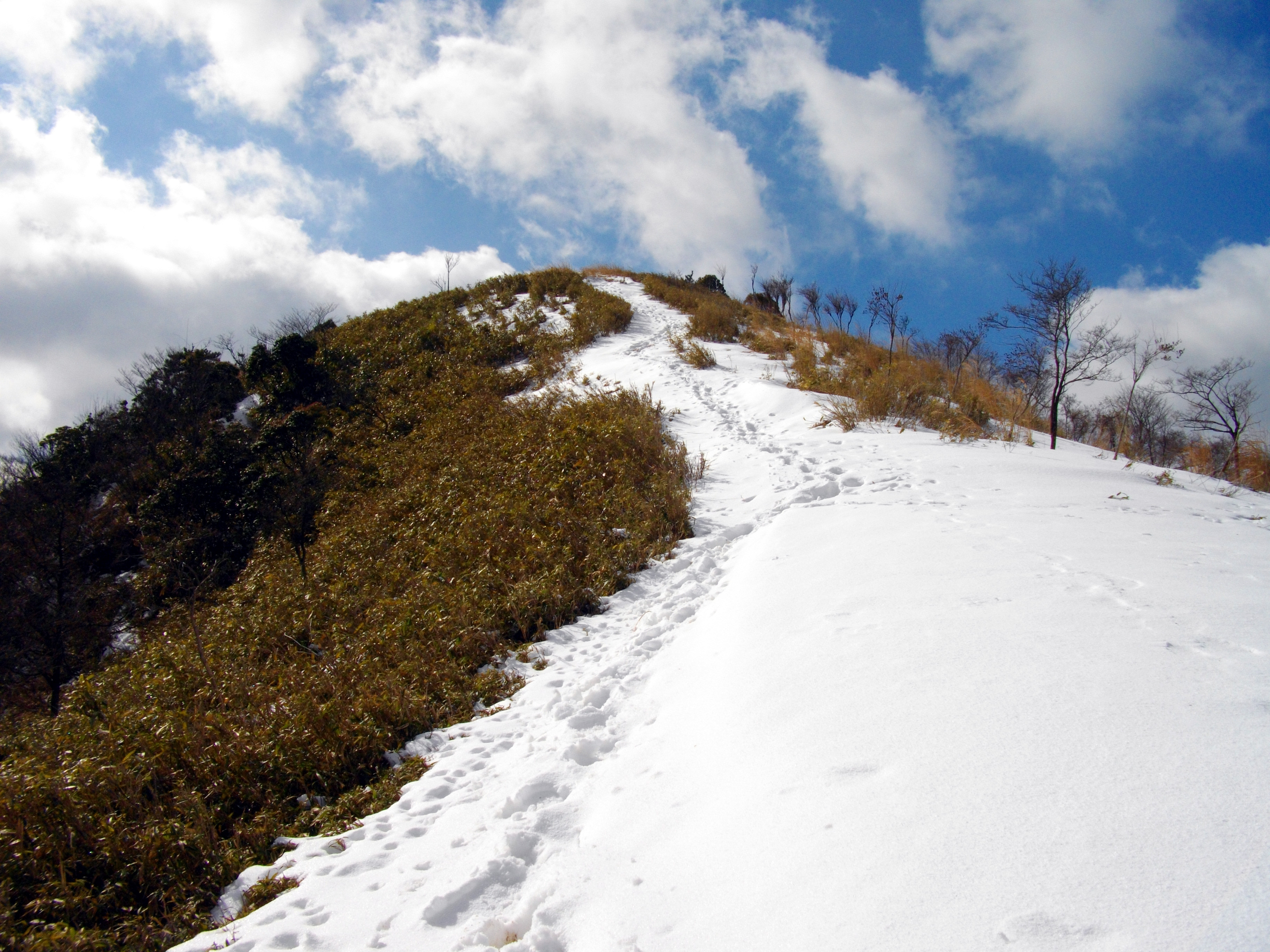
北方から見た千ヶ峰
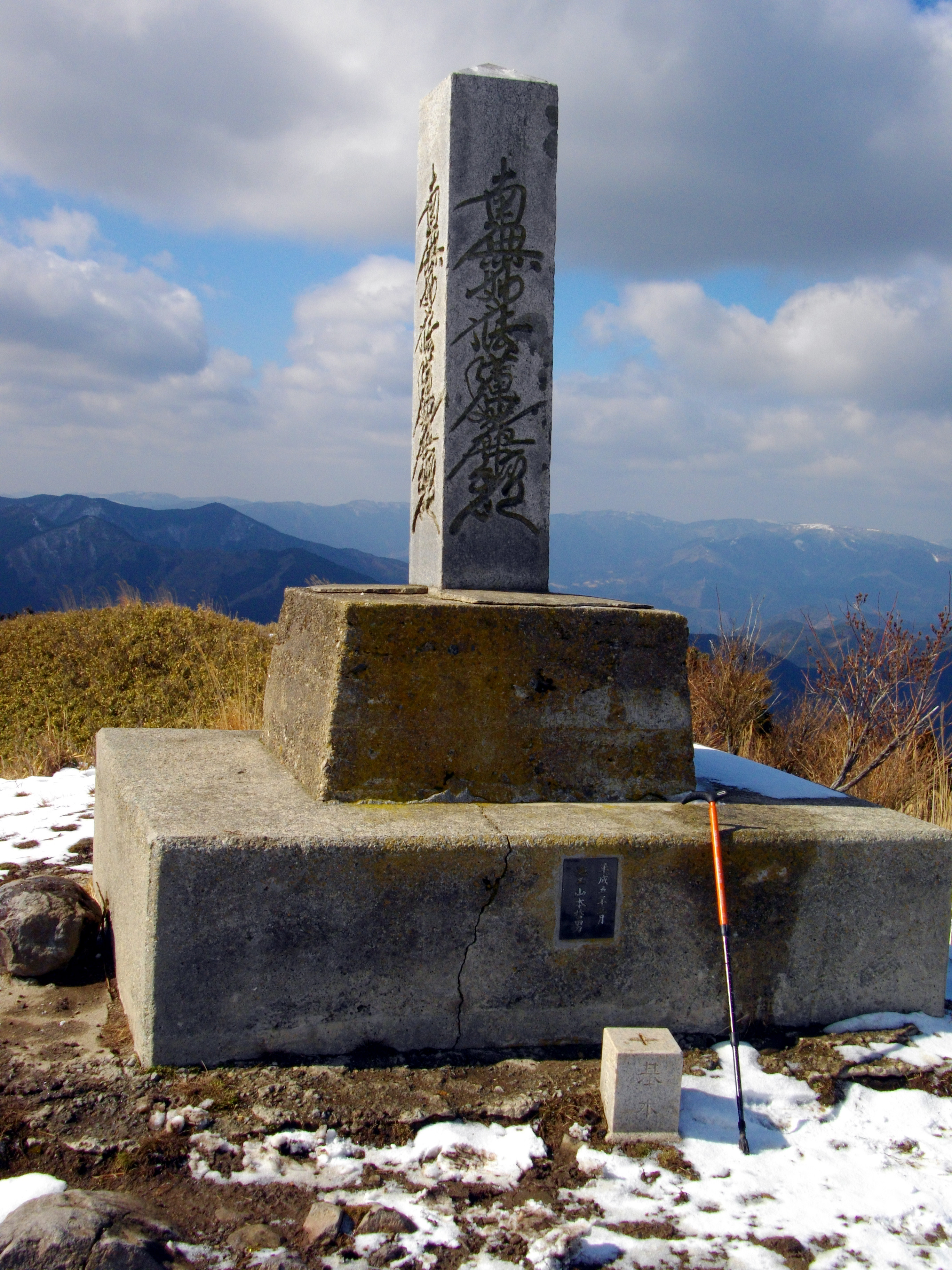
千ヶ峰頂上
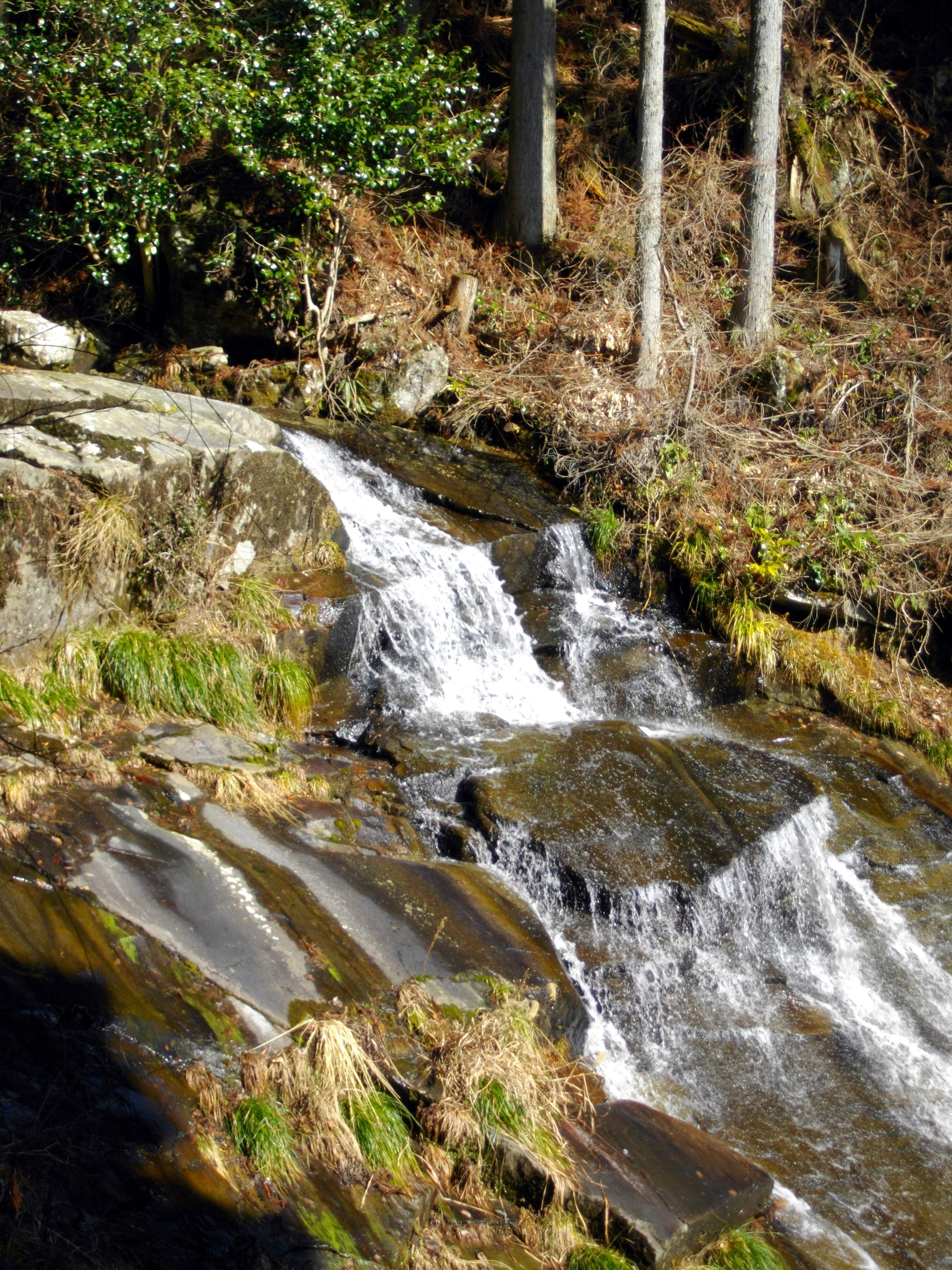
三谷渓谷の雌滝
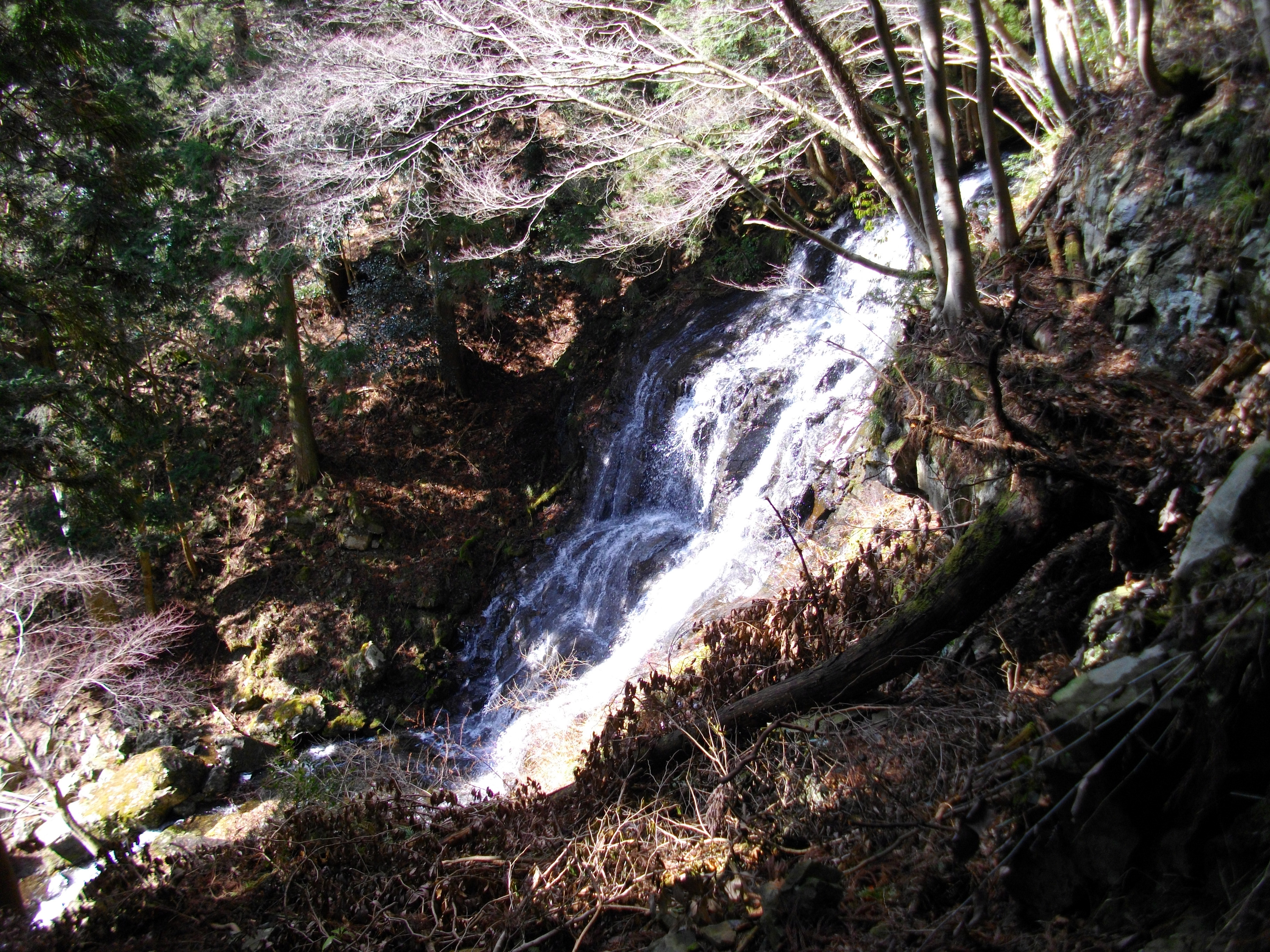
三谷渓谷の雄滝
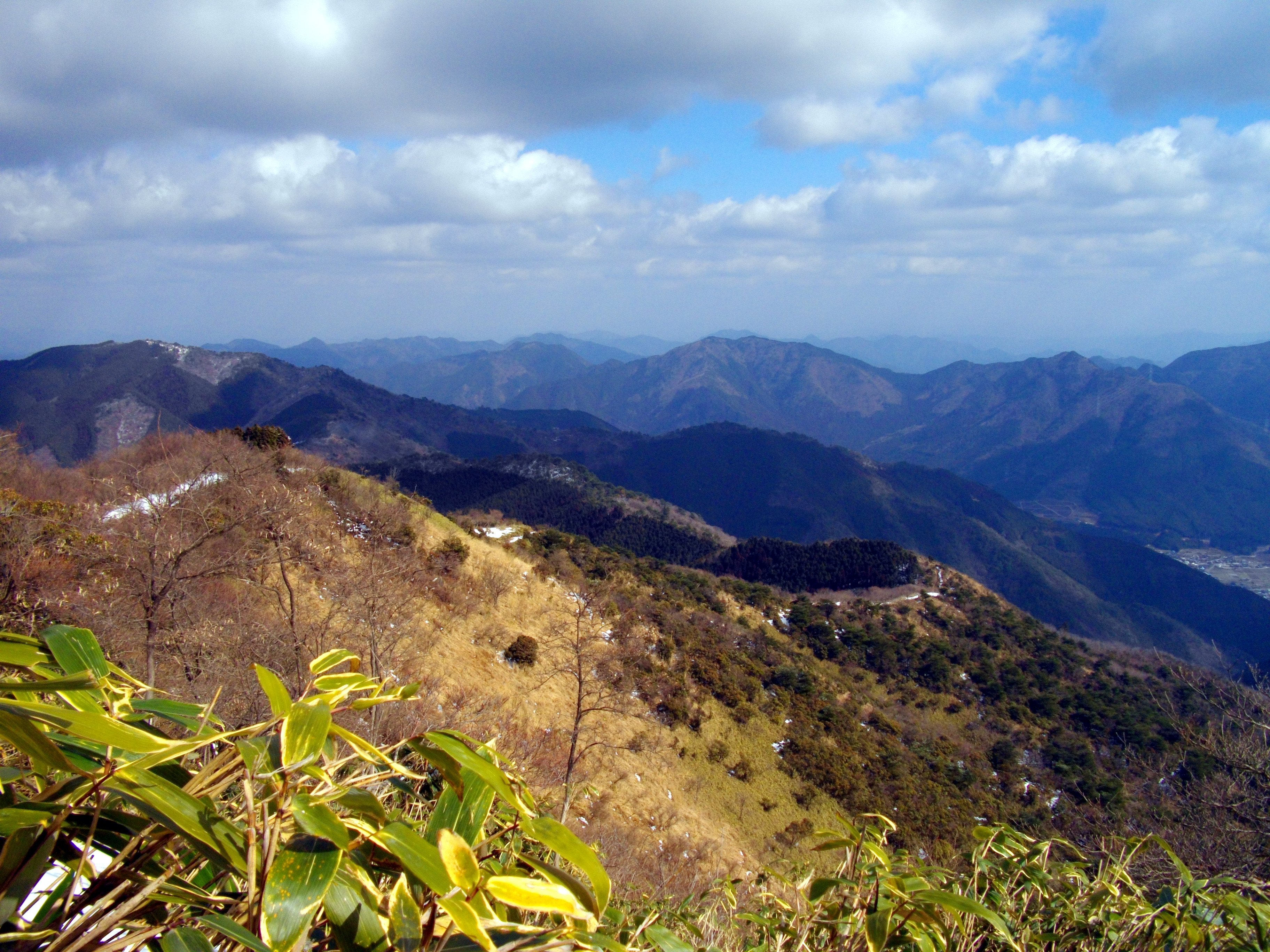
山頂から東北東を望む 中央に竜ヶ岳
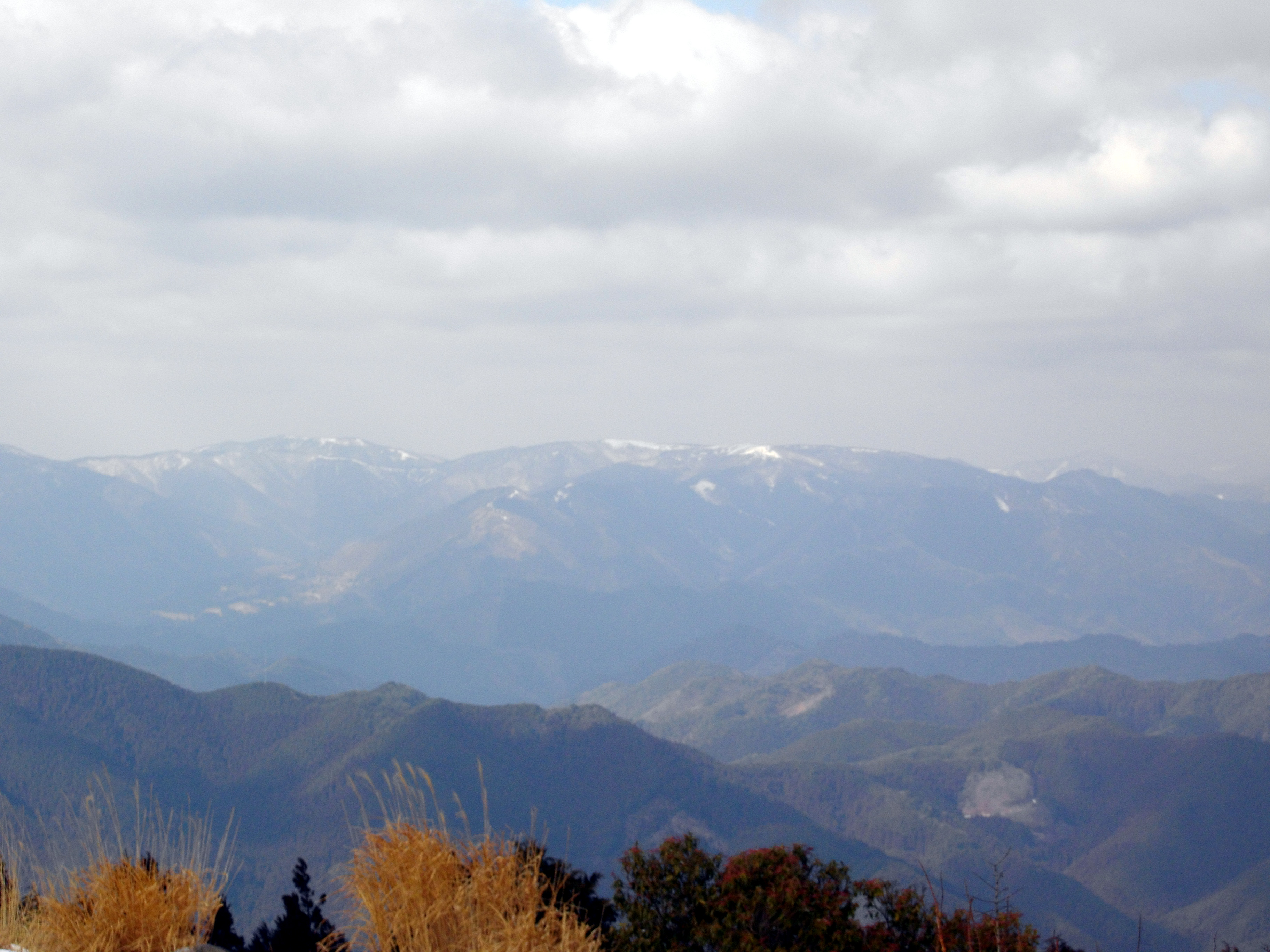
山頂から西北西を望む 千町ヶ峰と段ヶ峰
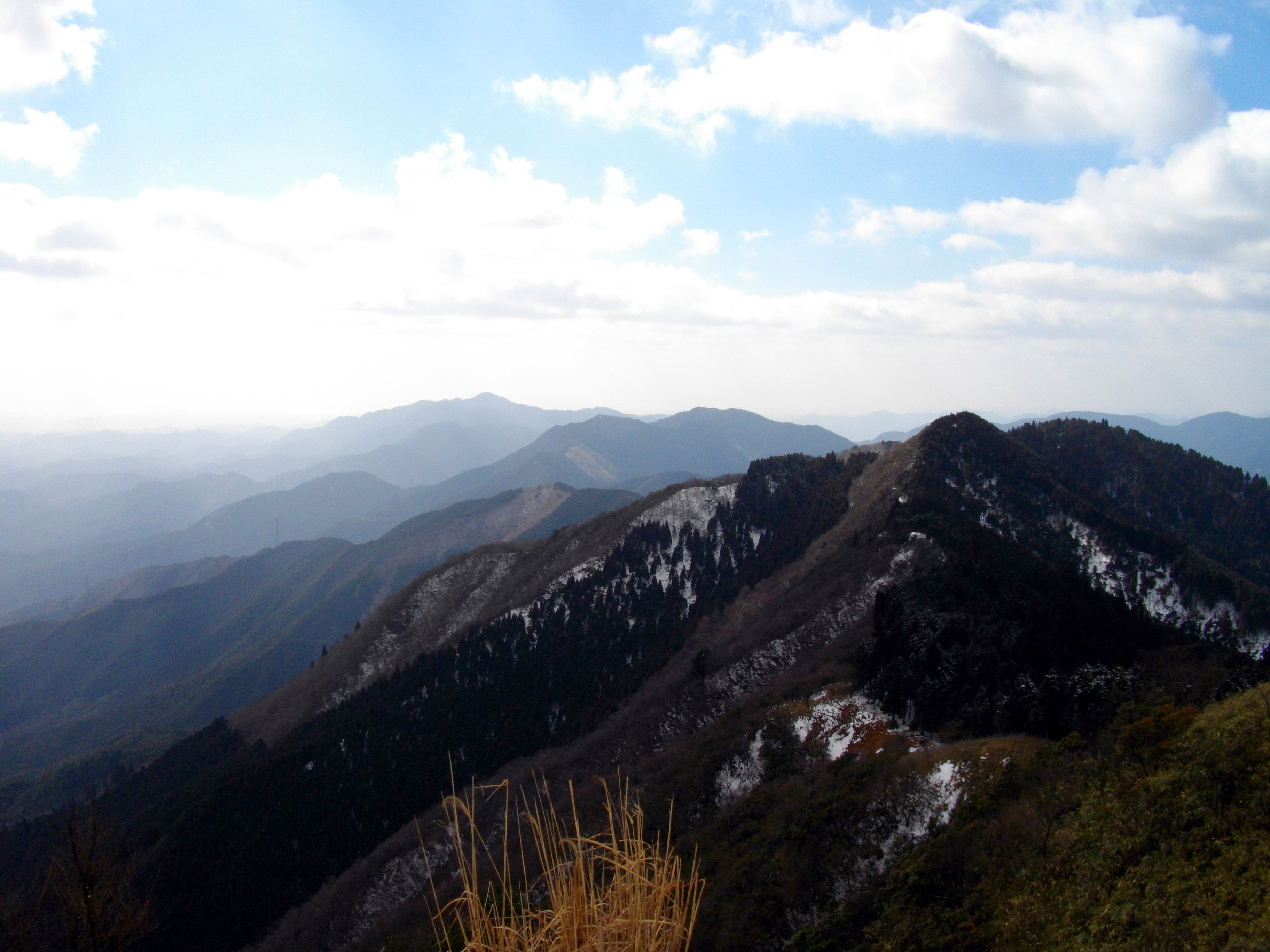
山頂から南西を望む